# パナソニック ライティングシステムズ
パナソニックライティングシステムズ株式会社（英: Panasonic Lighting Systems Co.,Ltd.）は、照明器具などの製造を手掛けるパナソニックグループの企業。エレクトリックワークス社 ライティング事業部に属する。

## 概要
2013年4月1日にパナソニック株式会社 エコソリューションズ社の連結子会社、
パナソニック インテリア照明株式会社、パナソニック施設照明株式会社、パナソニック建装照明株式会社が合併し、パナソニック ライティングシステムズ株式会社が発足した。

## 社員
平均年齢
- 43.0歳（2020年12月現在）

平均勤続年数
- 21.6年（2020年12月現在）

## 沿革
- 1951年 - 朝日電器株式会社を設立。松下電器産業株式会社（当時）と資本提携を行い、蛍光灯照明器具の生産を開始。
- 1977年 - 蛍光灯「パルック」シリーズ発売。
- 1993年 - 電球形蛍光灯「パルックボール」シリーズ発売。
- 1997年 - 蛍光灯「ツインパルック」シリーズ発売。
- 2002年 - 蛍光灯「スリムパルック」シリーズ発売。
- 2005年 - 蛍光灯「パルックプレミア」・「スリムパルックプレミア」・「ツインパルックプレミア」・「パルックボールプレミア」シリーズ発売。
- 2008年 - LED電球第1号「EVERLEDSシリーズ」発売。
- 2010年 - 点灯管を用いる従来型蛍光灯器具の生産を終了。
- 2011年 - LED照明器具生産を開始。蛍光灯・白熱電球・電球型蛍光灯を用いる従来型電気スタンド「LOVE EYEシリーズ」の生産を終了しLED器具へ一本化。
- 2012年 - 一般形白熱電球（E26口金）の生産を終了（以降はE17口金のミニレフ&ミニクリプトン電球、E12口金の保安用豆球のみを交換用途に絞って生産継続）。
- 2013年 - パナソニック ライティングシステムズ株式会社発足。
- 2015年 - 「LED電球プレミアシリーズ」・蛍光灯「パルックプレミア20000」シリーズ発売。電球型蛍光灯「パルックボールプレミア&スパイラルシリーズ」生産終了。
- 2018年 - 白熱電球・蛍光灯・電球形蛍光灯を用いる従来型シーリング・ペンダント・壁付器具の生産を終了しLED器具へ一本化（点灯管と従来型ランプ類は交換用途に絞って生産継続）。
- 2019年 - 「LED電球プレミアXシリーズ」発売。
- 2020年 - 従来型蛍光灯照明（シーリングライトおよびペンダント）から器具ごと交換可能な「小型パルックLEDシーリングライトLEシリーズ」発売。
- 2021年 - LED電球プレミアXシリーズの一部製品に「パルック」ブランドを付与。同時にLED照明器具を「パルックLED」としてリニューアル。
- 2024年 - 電球型蛍光ランプ「パルックボール」シリーズ生産終了。
- 2025年 - 蛍光灯普及モデル「ハイライト（白色・昼光色）」・「フルホワイト（昼白色）」シリーズ生産終了（予定）。
- 2026年 - ツイン蛍光灯生産終了（予定）。
- 2027年 - パルック蛍光灯・ミニ白熱電球・点灯管の生産を完全終了し、生産光源をLEDへ一本化（予定）。

## 製造拠点
- 門真工場（大阪府門真市）
- 伊賀工場（三重県伊賀市）
- 春日工場（兵庫県丹波市春日町）
- 福井工場（福井県坂井市坂井町）

旧製造拠点
- 京都工場（京都府八幡市）
- 枚方工場（大阪府枚方市）

## 製造品目
- LED照明器具（シーリングライト・ペンダント・デスクスタンド・「EVERLEDS」シリーズ）
  - LEDシーリングライトの一部モデルは（リモコンお試し用乾電池を含め）大光電機へもOEM供給している。なお引きひもを用いるLEDシーリングライトは2023年限りで生産終了となり、現行モデルは全て「リモコンおよび壁スイッチで操作する機種」に統一。引きひもを用いる機種は「パルックLEDペンダントシリーズ」のみとなった。

## 国内関係企業
- パナソニック株式会社
- パナソニック エレクトリックワークス朝日株式会社
- パナソニック ライティングデバイス株式会社